# Sołnce (kanał telewizyjny)
Sołnce (ros. Солнце) – rosyjskojęzyczny kanał telewizyjny dla dzieci i młodzieży. Należy do spółki Media-1. Kanał rozpoczął nadawanie 14 grudnia 2022 roku o 6 rano czasu moskiewskiego w związku ze spowodowanym inwazją Rosji na Ukrainę zakończeniem nadawania kanału Disney Channel.
Wśród dostępnych na kanale produkcji znajdują się głównie rosyjskie (np. Śniadanie u taty i Kuchnia w Paryżu), ale także zagraniczne pozycje (m.in. hiszpański Goryl Śnieżek w Barcelonie oraz francuskie Moje skarby).